# 埃爾阿吉拉
埃爾阿吉拉是哥倫比亞的城鎮，位於該國西部，由考卡山谷省負責管轄，距離首府卡利230公里，始建於1905年6月5日，面積199平方公里，海拔高度1,614米，2005年人口9,224。
4°55′N 76°05′W / 4.917°N 76.083°W